# Tyler Hamilton
Tyler Hamilton (Marblehead (Massachusetts), 1 maart 1971) is een voormalig Amerikaans wielrenner, die van 1995 tot 2009 beroeps was.
Hamilton begon zijn sportcarrière als beloftevol skiër aan de Universiteit van Colorado. Na een rugblessure in 1991 schakelde hij over op het wielrennen.
Hamilton werd prof bij Montgomery en later bij US Postal waar hij in de Ronde van Frankrijk kopman Lance Armstrong bijstond in de bergetappes.
In 2002 vertrok hij naar het Deense Team CSC waar hij zijn grootste successen kende. In 2002 werd hij tweede in de Ronde van Italië, tevens won hij de 14e etappe, een individuele tijdrit. In 2003 won Hamilton Luik-Bastenaken-Luik, de Ronde van Romandië en een etappe in de Ronde van Frankrijk, die hij uitreed met een scheur in zijn sleutelbeen.
In 2004 vertrok hij naar Phonak om er kopman te worden. In de Tour van 2004 moest hij voortijdig opgeven, maar op de Olympische Spelen wist hij de gouden medaille voor het tijdrijden te winnen, net voor Vjatsjeslav Jekimov en Bobby Julich. Die medaille werd op 21 september 2004 bijna ingetrokken, nadat hij positief was getest op bloeddoping (in 2012 zou deze olympische titel alsnog worden ingetrokken). Vier dagen eerder was hij, officieel wegens maagklachten, al niet meer gestart in de Ronde van Spanje. Tijdens deze Vuelta had hij nog wel de achtste etappe, een individuele tijdrit, gewonnen. Hierdoor behoort Hamilton tot de renners die in alle grote rondes een etappe hebben gewonnen.
Op 23 september 2004 werd bekend dat het IOC Hamilton zijn gouden medaille liet behouden, omdat de B-staal van het bloedmonster onbruikbaar bleek door onjuist invriezen in een dopinglaboratorium in Athene. Dit werd later bevestigd in een uitspraak van het internationale dopingbureau WADA. Toch leek veel erop te wijzen dat Hamilton een bloedtransfusie had ondergaan. Hamilton kreeg een schorsing van twee jaar.
In 2007 reed hij voor Tinkoff Credit Systems. Op 30 april van dat jaar werd hij door zijn ploeg op non-actief gezet voor zijn mogelijke aandeel in de Operación Puerto-dopingzaak.
Op 17 april 2009 zette Hamilton een punt achter zijn carrière na een nieuw positief dopinggeval. Hij bekende dopinggebruik door gebruik van een antidepressivum. In mei 2011 bekende Hamilton nogmaals dat hij doping heeft gebruikt en beschuldigde tevens zijn landgenoot en oud ploegmaat Lance Armstrong van het gebruik van onder andere epo. Later werd bekend dat hij de gouden medaille die hij op de Olympische Spelen van 2004 had gewonnen heeft ingeleverd bij het Amerikaanse anti-dopingbureau (USADA). In 2012 raakte hij zijn olympische titel ook kwijt, waardoor zijn voormalig ploeggenoot Vjatsjeslav Jekimov zich tweevoudig olympisch kampioen mag noemen.
Op 5 september 2012 publiceerde auteur Daniel Coyle de geautoriseerde biografie The secret race. Hamilton vertelt daarin vrijuit over zijn jaren bij US Postal, het dagelijkse epo-gebruik en de trucs van sportarts Michele Ferrari. Het boek verscheen enkele dagen nadat Lance Armstrong had laten weten zich niet tegen de beschuldigingen te zullen verdedigen. Dit boek, dat in Nederland is uitgekomen onder de titel "De Wielermaffia", won eind november 2012 de "William Hill prijs" voor het beste sportboek.
Hamilton was een van de elf ex-ploegmaats die tegen Lance Armstrong getuigden in het rapport van het USADA. Dit rapport leidde ertoe dat de zeven tourzeges van Armstrong hem werden ontnomen.

## Belangrijkste overwinningen
1996
- 3e etappe Teleflex Tour
- Eindklassement Teleflex Tour

1999
- 4e etappe deel B Ronde van Denemarken
- Eindklassement Ronde van Denemarken

2000
- 4e etappe Dauphiné Libéré
- 5e etappe Dauphiné Libéré
- Eindklassement Dauphiné Libéré
- 3e etappe deel B Ronde van Nederland

2002
- 14e etappe Ronde van Italië

2003
- Luik-Bastenaken-Luik
- 5e etappe Ronde van Romandië
- Eindklassement Ronde van Romandië
- 16e etappe Ronde van Frankrijk

2004
- 5e etappe Ronde van Romandië
- Eindklassement Ronde van Romandië
- Olympisch kampioen Individuele tijdrit op de weg
- 8e etappe Ronde van Spanje

2008
- 7e etappe Ronde van Qinghai Lake
- Eindklassement Ronde van Qinghai Lake
- Amerikaans kampioen op de weg, Elite

## Resultaten in voornaamste wedstrijden
| Jaar | Ronde van Italië | Ronde van Frankrijk | Ronde van Spanje |
| ---- | ---------------- | ------------------- | ---------------- |
| 1997 |                  | 69e                 |                  |
| 1998 |                  | 51e                 |                  |
| 1999 |                  | 13e                 | opgave           |
| 2000 |                  | 25e                 |                  |
| 2001 |                  | 94e                 |                  |
| 2002 | ↑ (1)            | 15e                 |                  |
| 2003 |                  | 4e (1)              |                  |
| 2004 |                  | opgave              | opgave (1)       |

| Jaar | Milaan-San Remo | Amstel Gold Race | Luik-Bast.‑Luik | Waalse Pijl |  | WK op de weg |
| ---- | --------------- | ---------------- | --------------- | ----------- |  | ------------ |
| 1997 |                 |                  | 107e            | 60e         |  | 39e          |
| 1998 | 135e            | 48e              |                 | 34e         |  |              |
| 1999 | 94e             | 45e              | 23e             |             |  |              |
| 2000 |                 | 65e              | 30e             |             |  |              |
| 2001 |                 |                  |                 |             |  |              |
| 2002 | 75e             |                  | 46e             |             |  |              |
| 2003 |                 |                  | ↑               | 14e         |  |              |
| 2004 |                 |                  | 9e              | 31e         |  |              |

## Ploegen
- 1994 - Coors Light (stagiair vanaf 01-09)
- 1995 - Montgomery
- 1996 - US Postal
- 1997 - US Postal
- 1998 - US Postal
- 1999 - US Postal
- 2000 - US Postal
- 2001 - US Postal
- 2002 - Team CSC
- 2003 - Team CSC
- 2004 - Phonak Hearing Systems
- 2007 - Tinkoff Credit Systems (tot 30-04)
- 2008 - Rock Racing
- 2009 - Rock Racing (tot 17-04)